# Stemmen (Bautechnik)

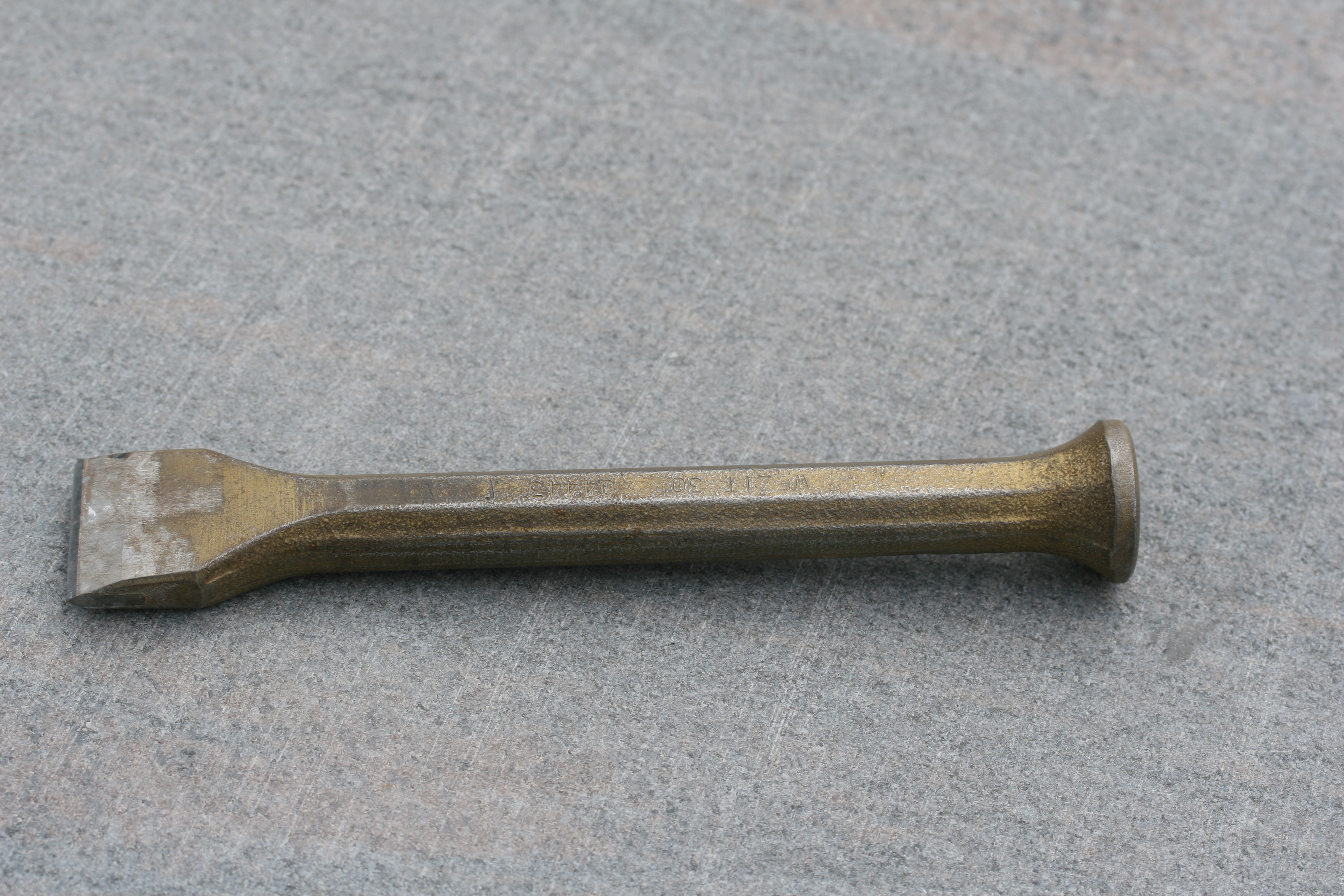
Steinmetz-Schlageisen

Im Bauwesen bedeutet Stemmen das Abtragen von vorhandenem Material durch Schläge, entweder manuell oder maschinell. Als Werkzeuge werden dabei Hammer und Meißel sowie pneumatische, hydraulische oder elektrische Bohrhämmer genutzt. Gestemmt wird immer dort, wo nachträglich Raum für neue Gewerke geschaffen werden soll.
Die Ergebnisse des Stemmvorgangs sind entsprechend vielfältig: Es können Mauerschlitze für die Verlegung von Leitungen sein, oder ein Wand- oder Deckendurchbruch. Auch bei der Sanierung wird marodes Material durch Stemmen abgetragen, um auf festem Untergrund Raum für das Einbringen von neuem Material zu schaffen. Ferner dient das Stemmen bei der nichtzerstörungsfreien Untersuchung des Baubestandes auf Bauschäden dazu, die zu untersuchenden Bauteilschichten und Materialien freizulegen.
Beim Neubau wird durch vorausschauende Planung weitgehend auf Stemmarbeiten verzichtet. Dies ist in erster Linie ökonomischer: Einen Deckendurchbruch schon beim Betongießen auszusparen ist billiger, als ihn aus dem erhärteten Beton nachträglich auszustemmen.
Es ist stets sicherzustellen, dass tragende Bauteile durch das Stemmen nicht unzulässig geschwächt werden. Im Zweifel ist ein statischer Nachweis zu führen. Um eine Schwächung zu vermeiden, werden tragende Bauteile meist durch Fräsen bearbeitet (s. u.). Alternativ kann durch gute vorausschauende Planung der Platzbedarf der Gewerke durch Aussparungen in den entsprechenden Bauteilen berücksichtigt werden.